# Captain Cook (Hawaï)
Captain Cook is een plaats (census-designated place) in de Amerikaanse staat Hawaï, en valt bestuurlijk gezien onder Hawaii County. In Captain Cook bevindt zich de Amy B.H. Greenwell Ethnobotanical Garden, een botanische tuin.

## Demografie
Bij de volkstelling in 2000 werd het aantal inwoners vastgesteld op 3206.

## Geografie
Volgens het United States Census Bureau beslaat de plaats een oppervlakte van
31,5 km², waarvan 31,5 km² land en 0,0 km² water.

## Plaatsen in de nabije omgeving
De onderstaande figuur toont nabijgelegen plaatsen in een straal van 20 km rond Captain Cook.